# Mirischia
Mirischia là một chi khủng long, được Naish Martill & Frey mô tả khoa học năm 2004.